# Colstrip
Colstrip ist eine Stadt im US-Bundesstaat Montana, Vereinigte Staaten und die größte Stadt im Rosebud County. Das U.S. Census Bureau hat bei der Volkszählung 2020 eine Einwohnerzahl von 2096 ermittelt.
Die wichtigsten Branchen sind der Steinkohlenbergbau und die Stromerzeugung.
Zu seinem 50. Jubiläum kürte das US-amerikanische Sportmagazin Sports Illustrated Colstrip zur Spitzensportstadt Montanas.

## Geografie
Colstrip liegt im Süden Montanas und dehnt sich auf eine Fläche von 11,58 km² aus.

## Geschichte

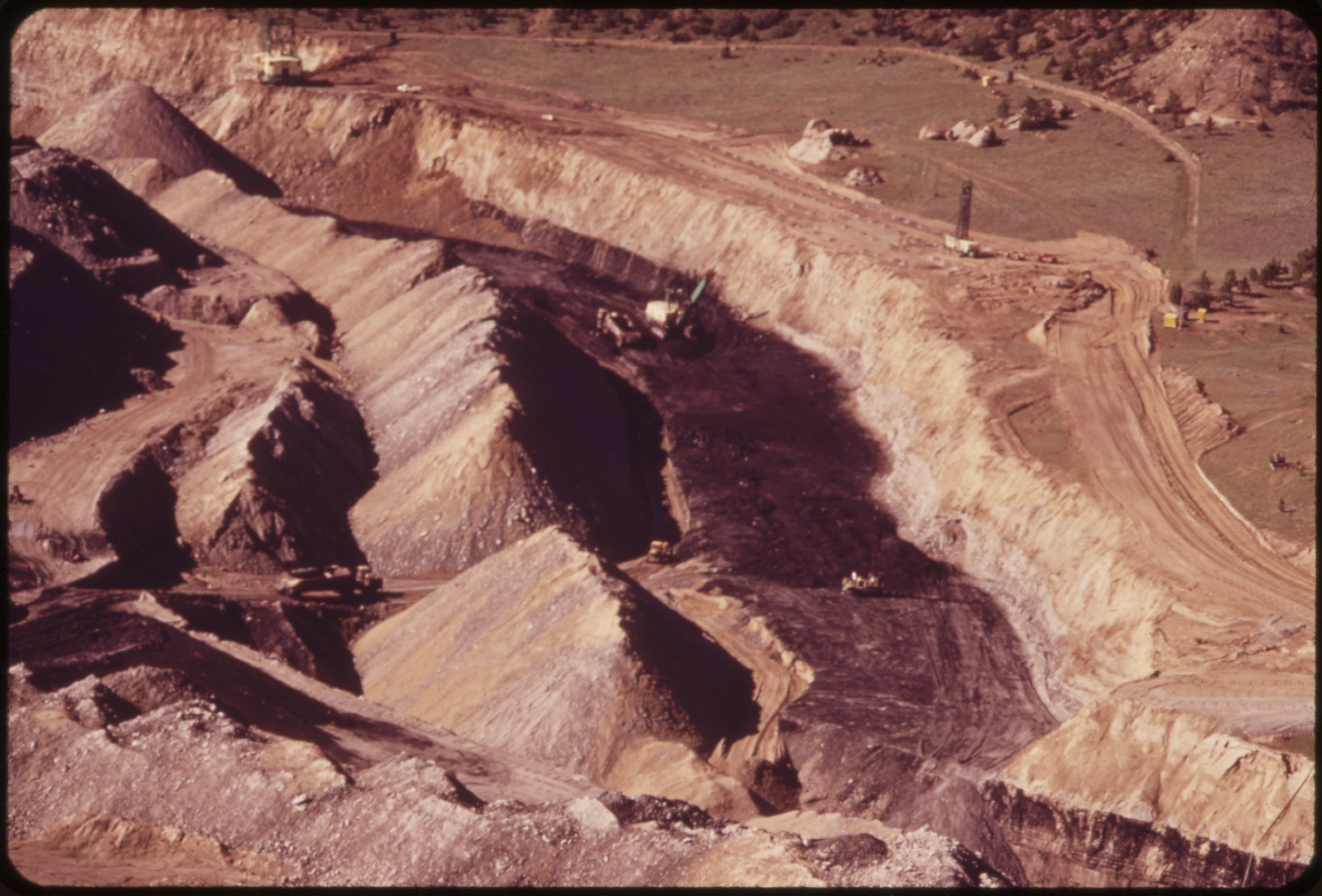
Tagebau in Colstrip

Colstrip entstand im Jahr 1924 als Arbeitersiedlung, die Steinkohle für die Dampflokomotiven der Northern Pacific Railway bereitstellen sollte. Die Kohle wurde durch Tagebau abgebaut.
Im Zweiten Weltkrieg wurde Kohle aus der Mine in Colstrip genutzt, damit die Lokomotiven der Northern Pacific Railway Militärausrüstung transportieren konnten. Da der Mine somit eine wichtige strategische Aufgabe zufiel, wurde sie bewacht, um Sabotageakte zu vermeiden. Die Arbeiter durften zu dieser Zeit zudem ihre Jobs nicht kündigen.
Als die Eisenbahn ab 1958 nur noch Diesellokomotiven benutzte, wurde die Rosebud Mine in Colstrip geschlossen. 1959 kaufte die Montana Power Company, ein Stromversorger, die Rechte an der Mine und ließ den Betrieb in den 1970er Jahren wieder aufnehmen mit dem Ziel, in Colstrip Kohlekraftwerke zu errichten.
In den 1970er und 1980er Jahren wurden die Kraftwerke von verschiedenen Unternehmen wie der Bechtel Corporation gebaut. Während dieser Zeit erlebte Colstrip einen Boom, der sich in einem starken Anstieg der Bevölkerungszahl bemerkbar machte. Die Kraftwerke 1 und 2 wurden 1975 bzw. 1976 betriebsbereit, die Kraftwerke 3 und 4 in den Jahren 1984 und 1986.
1974 wurde der Castle Rock Lake fertiggestellt. Er dient der Speicherung des Wassers für die vier Kraftwerke. Das Wasser wird über eine 48 km lange, unterirdische Pipeline vom Yellowstone River hierher transportiert. Der See ist zum Lebensraum zahlreicher Tiere geworden.
Die Kraftwerke 1–4 wurden 1998 an das Energieunternehmen PPL verkauft, die Rosebud Mine wurde von Westmoreland Mining LLC. erworben. Im selben Jahr wurde Colstrip inkorporiert.

Bau der Kraftwerke in Colstrip
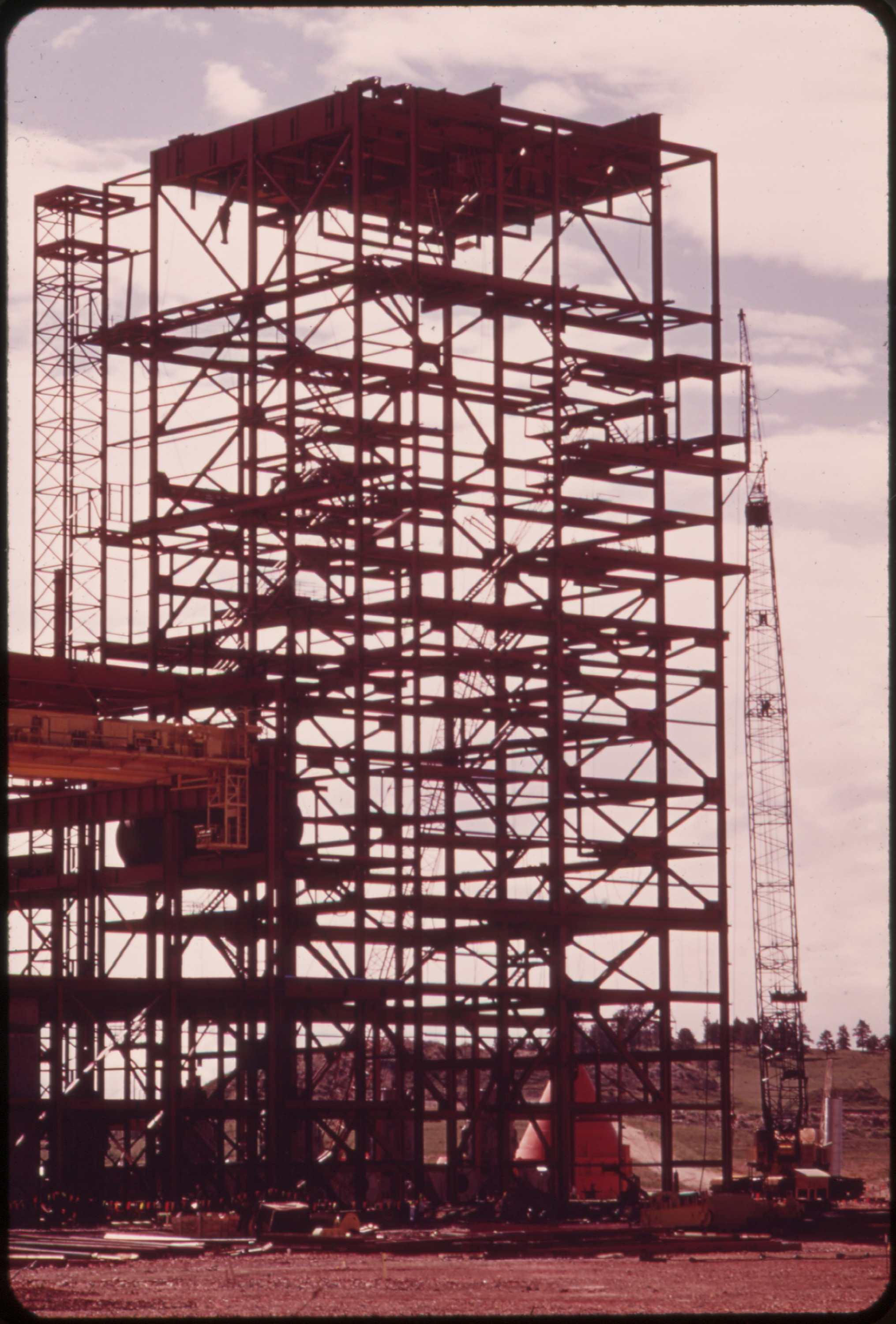
Kraftwerk in der Bauphase
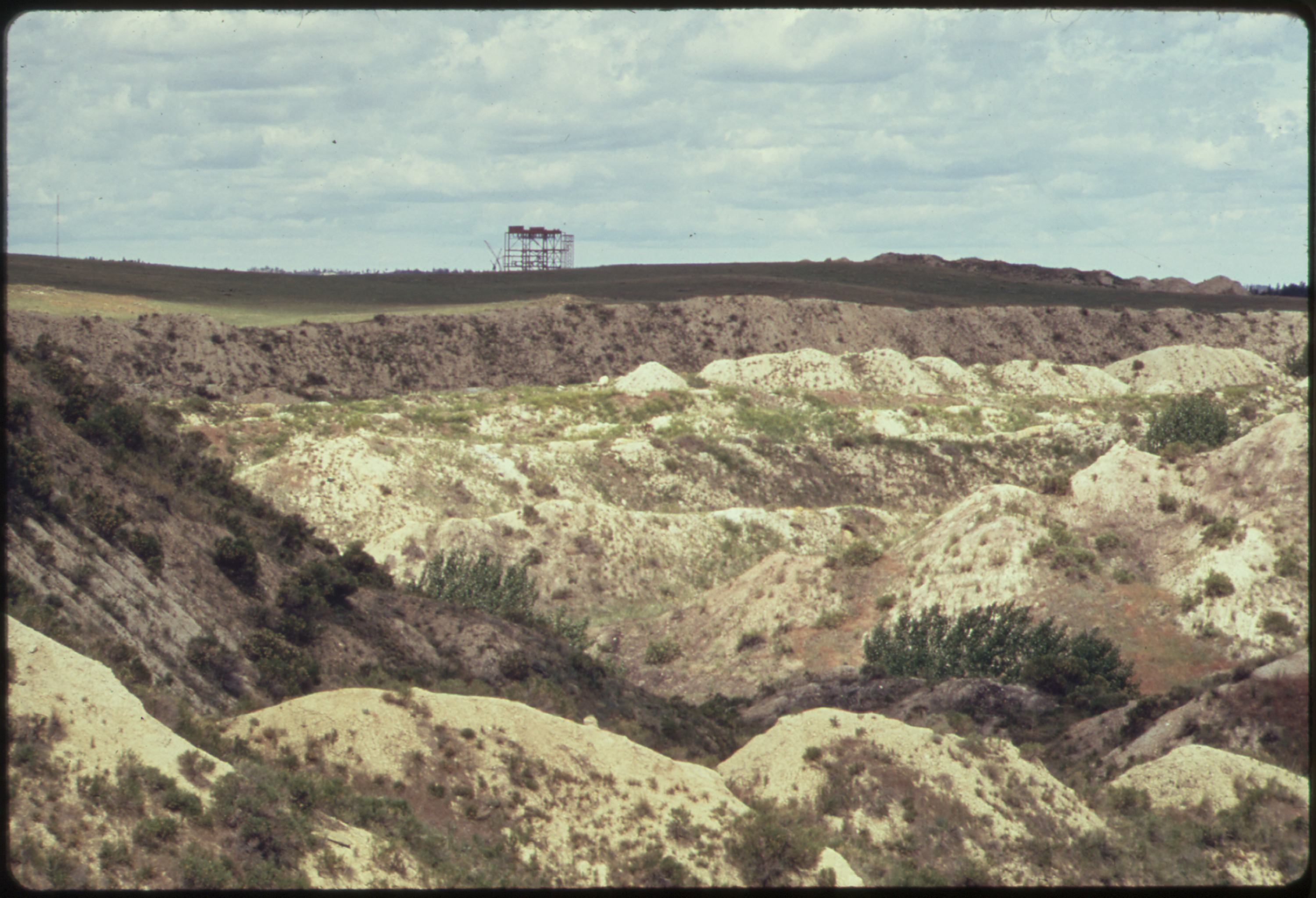
Gerüst von einem der Kraftwerke vor Tagebauabraumhalden
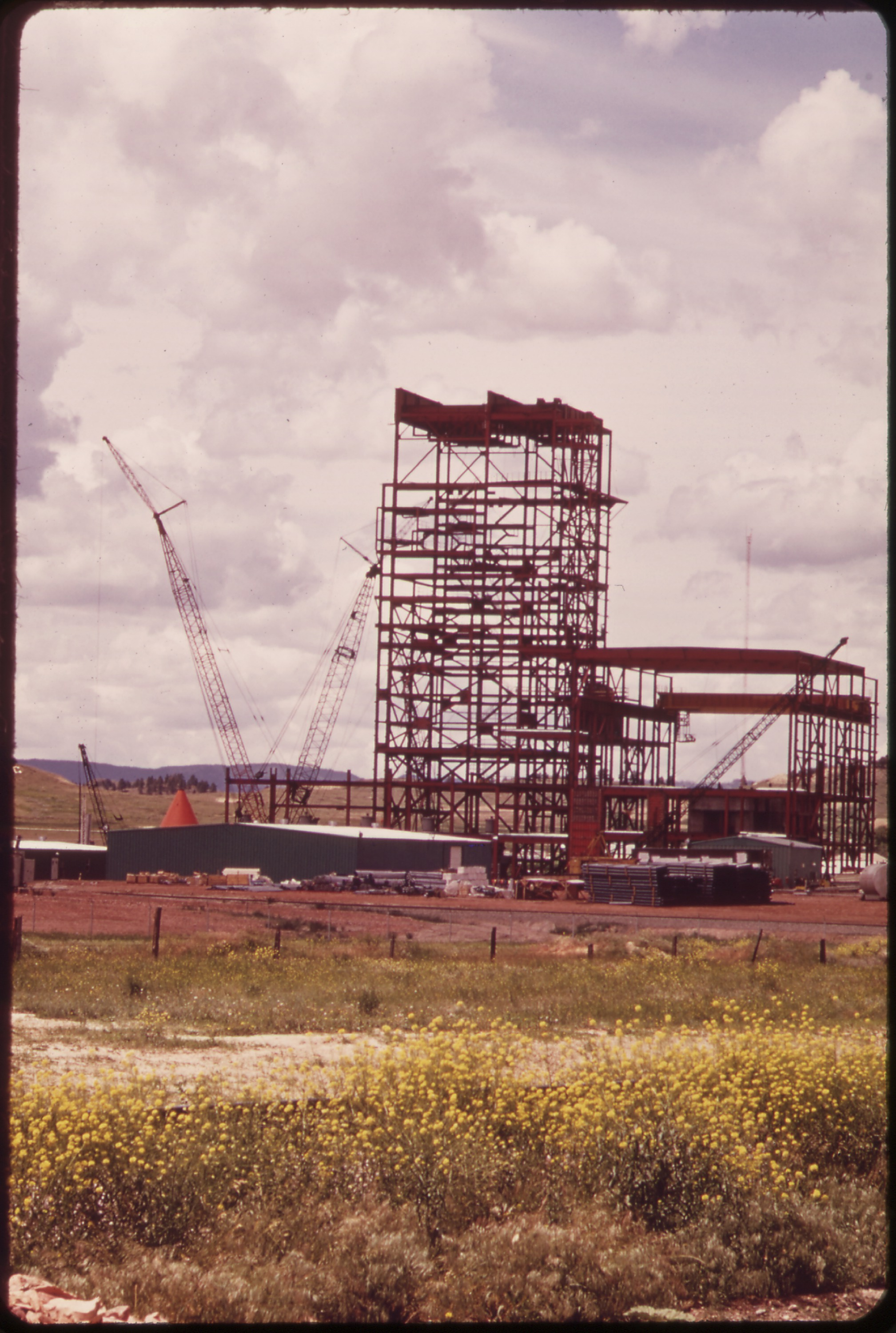
Eines der vier geplanten Kraftwerke während des Aufbaus